# Костяев, Фёдор Васильевич
Фёдор Васи́льевич Костя́ев (8 (20) февраля 1878, Митава, Курляндская губерния, Российская империя — 27 сентября 1925, Сестрорецк) — русский и советский военачальник.

## Биография
Православный, из дворян. Образование получил в Оренбургском Неплюевском кадетском корпусе. В 1899 окончил Николаевское инженерное училище. В службу вступил 1 сентября 1896, служил во 2-м Кавказском сапёрном и 4-м железнодорожном батальонах. С 9 августа 1899 — подпоручик, с 13 августа 1901 — поручик. Участник русско-японской войны 1904—1905.
В 1905 окончил Николаевскую академию генерального штаба по первому разряду, штабс-капитан с 28 мая 1905. Цензовое командование ротой отбывал с 8 ноября 1905 по 14 декабря 1906 в лейб-гвардии Санкт-Петербургском полку. С 10 января 1907 — помощник старшего адъютанта штаба Иркутского военного округа. Капитан с 22 апреля 1907. С 27 марта 1911 — помощник старшего адъютанта штаба Виленского военного округа.
С 16 ноября 1911 — помощник делопроизводителя ГУГШ, подполковник с 6 декабря 1911. В 1914 в течение 5 месяцев — штаб-офицер для делопроизводства и поручений при управлении генерал-квартирмейстера штаба Верховного Главнокомандующего. 6 декабря 1914 произведён в полковники.
С 31 декабря 1914 исполнял должность начальника штаба 30-й пехотной дивизии. С 1 февраля 1916 — командир 32-го Сибирского стрелкового полка. С января 1917 — начальник штаба 17-й Сибирской стрелковой дивизии. С 7 августа 1917 по ноябрь 1917 — начальник штаба 1-го Сибирского армейского корпуса. В 1917 в течение одного месяца в чине генерал-майора командовал 132-й пехотной дивизией. С 16 декабря 1917 и до демобилизации — в распоряжении начальника штаба армий Западного фронта.
C 1918 — в Красной Армии. Был начальником штаба Псковского района. В мае-июне 1918 — начальник Петроградской дивизии, затем — инспектор по формированию и помощник военрука Петроградского района. В сентябре-октябре 1918 — начальник штаба Северного фронта. С октября 1918 по июнь 1919 — начальник Полевого штаба РВСР. Летом 1919 был арестован вместе с главкомом И. И. Вацетисом.
С сентября 1919 — на преподавательской работе в Военной академии.
В 1921—1923 был членом и военным представителем в комиссии по установлению государственной границы с Польшей, в 1924—1925 — председатель комиссии СССР по установлению государственной границы с Финляндией. С 22 мая 1920 — штатный преподаватель статистики и географии Военной Академии РККА. Заведовал кафедрой военной географии и службы Генерального штаба.
Скончался 27 сентября 1925 года в Сестрорецке. Похоронен в Ленинграде.

## Награды
- Орден Святой Анны 4-й степени (1905);
- Орден Святого Станислава 3-й степени с мечами и бантом (1907);
- Орден Святой Анны 3-й степени (1908).
- Орден Святого Станислава 2-й степени (16.01.1915)
- Орден Святого Владимира 4-й степени с мечами и бантом (12.11.1915)
- Орден Святой Анны 2-й степени с мечами (2.09.1916)
- Орден Святого Владимира 3-й степени с мечами (15.09.1916)